# Jack Reacher (filme)
Jack Reacher (bra: Jack Reacher - O Último Tiro; prt: Jack Reacher) é um filme estadunidense de 2012 dos gêneros ação, suspense e policial, escrito e dirigido por Christopher McQuarrie, com roteiro baseado no romance de Lee Child One Shot.

## Sinopse
Em Pittsburgh na Pensilvânia, um homem conduz uma van dentro de um estacionamento próximo do Rio Allegheny e do PNC Park. Ele está armado com um fuzil de precisão. Logo a seguir, cinco transeuntes são baleados e mortos à margem norte do rio. O homem foge e a polícia, liderada pelo detetive Emerson, rapidamente descobre as pistas na cena do crime e chega à James Barr, ex-atirador de elite do Exército dos Estados Unidos. Contrariando todas as evidências, o homem não confessa ser o autor dos tiros e pede aos policiais que tragam Jack Reacher. Enquanto tentam localizar sem sucesso o paradeiro de Jack, ele próprio se apresenta à polícia para saber de Barr. Ele conhece no local a filha do promotor, Helen Rodin, advogada empenhada em livrar Barr da pena de morte. Ao saber que Jack também era um ex-militar e que investigara outro caso de assassinato múltiplo cometido por Barr no Iraque, abafado pelos militares, ela o contrata como investigador e lhe dá as provas do caso. Apesar de Jack saber que Barr é um psicótico, ele começa a achar que o atirador não foi o responsável pelos tiros e que pode haver uma grande conspiração por trás dos crimes.

## Elenco
- Tom Cruise como Jack Reacher
- Rosamund Pike como Helen Rodin
- Richard Jenkins como Alex Rodin
- David Oyelowo como Emerson
- Werner Herzog como Zec Chelovek, "The Zec", o proprietário da maior empresa alemã "Lebendauer Enterprises".[7]
- Jai Courtney como Charlie
- Vladimir Sizov como Vlad
- Joseph Sikora como James Barr
- Michael Raymond-James como Linsky
- Alexia Fast como Sandy
- Josh Helman como Jeb Oliver
- Robert Duvall como Martin Cash
- James Martin Kelly como Rob Farrior
- Nicole Forester como Nancy Holt

## Produção
As tentativas de se adaptar a série Jack Reacher do autor Lee Child para o cinema tem sido feitas desde que o personagem estreou em Killing Floor de 1997. Depois de ser uma opção sem sucesso junto a PolyGram e mais tarde New Line Cinema, Paramount Pictures e Cruise/Wagner Productions adquiriram os direitos do filme em 2005. O roteirista Josh Olson foi então contratado para adaptar o então mais recente romance de Child na série Reacher, One Shot (2005). Em julho de 2010, Christopher McQuarrie, que já havia trabalhado com Cruise/Wagner Productions no filme de 2008 Valkyrie, assinou contrato para refazer o roteiro de Olson e, finalmente, dirigir o filme.

### Elenco
Em junho de 2011, Tom Cruise estava em negociações para desempenhar o papel de Jack Reacher. No mês seguinte, Cruise fechou um acordo com os estúdios e assinou contrato para o papel. Os fãs da série de romance falaram sobre a escolha de Cruise devido a baixa estatura do ator não corresponder à descrição de Reacher nos romances. Explicando a decisão de elenco, o autor Lee Child afirmou que seria impossível encontrar um ator adequado para interpretar o gigante militar e loiro Reacher e recriar a sensação do livro na tela, e que Cruise tinha o talento para fazer um Reacher eficaz. Child também disse: "O tamanho de Reacher nos livros é uma metáfora para uma força imparável, que Cruise interpreta à sua maneira". É relativa a pequena estatura de Cruise, Child disse: "Com outro ator você pode obter 100% da altura, mas apenas 90% de Reacher. Com Tom, você terá 100% de Reacher e 90% da altura".
Após o vazamento da escolha de Cruise, Rosamund Pike foi escalada para o papel feminino. Outras atrizes que estavam na disputa para o papel incluem Hayley Atwell e Alexa Davalos. Em setembro de 2011, o elenco principal estava fechado com a contratação de David Oyelowo, Richard Jenkins, Jai Courtney, e Robert Duvall. Werner Herzog, principalmente conhecido por seu trabalho como diretor, completa o elenco em outubro de 2011, assinando para interpretar o vilão do filme.

### Filmagem
A produção do filme começou em outubro de 2011. Cruise realizou todas as suas próprias cenas de ação sem dublê durante a principal seqüência de perseguição de carro do filme. "Ação, para mim, é algo muito divertido de filmar. O desafio, na maioria das vezes, é disfarçar o fato de que não é o ator que está ao volante", afirmou McQuarrie. "O desafio aqui foi exatamente o oposto. Nós estávamos tentando encontrar uma maneira de mostrar que era sempre Tom dirigindo. Ele está literalmente dirigindo em cada seqüência de manobras e acrobacias".
Em fevereiro de 2012, Kevin Messick, um dos produtores do filme, processou Don Granger e Gary Levinsohn, dois outros produtores, por quebra de contrato dos termos de um Acordo de Joint Venture, alegando que ele tinha "ajudado a desenvolver o filme, renovar as opções da Paramount pelos direitos com o livro, e participou na busca de um roteirista". Mas a partir de julho de 2010, tinha sido deixado de fora das reuniões com o roteirista e o estúdio e não lhe foi dado certos rascunhos do roteiro enquanto estava em desenvolvimento. Messick processa por "danos não especificados, honorários de seu produtor e do direito de participar em quaisquer futuras sequências".

### Música
Trilha sonora do filme foi composta por Joe Kraemer, que é diretor previamente da trilha de The Way of the Gun (2000) de Chris McQuarrie. Kraemer foi anunciado como o compositor do filme em Julho de 2012, tendo já começado a trabalhar sobre ele. Depois de passar oito semanas trabalhando com McQuarrie em materiais para apresentar aos produtores, a contratação de Kraemer foi aprovada e ele diretamente começou a trabalhar na abertura do filme de oito minutos. "Eu tenho uma série de truques que uso para desencadear o processo criativo", disse Kraemer em seu processo de composição depois de ter visto o filme. " Às vezes eu vou usar a minha compreensão matemática da música para elaborar um tema (como os quintos abertas do tema de Reacher), às vezes eu vou ter uma cor orquestral em mente (ou seja, a música para o vilão "The Zec"). O processo de composição real provavelmente assemelha-se a Max Steiner mais do que ninguém que eu conheço. Eu começo na primeira imagem do filme e trabalho até o final, em ordem cronológica, em ordem".
O filme é conhecido por seu equilíbrio entre som e silêncio, com a música, principalmente ausente ou contida durante a maioria das seqüências de ação do filme. Discutindo a sua abordagem a este equilíbrio, Kraemer descreveu: "A música pode causar muito impacto quando entra uma cena e, obviamente, a única maneira de fazer isso é ter silêncio de antemão. Também gosto de geralmente ter caudas longas em minhas sugestões para que eles a usem desaparecendo em vez de terminar abruptamente. Desta forma, eu tento tecer música dentro e fora com muito cuidado para que o público fique tão inconsciente quanto possível das entradas e saídas. Costumo citar Patton como um excelente exemplo de grande mancha - uma biografia de três horas e meia com, que, 28 minutos de trilha? Isso é inédito hoje. Mas funcionou!"
A trilha foi realizada pela Hollywood Studio Symphony e gravado no Sony Scoring Stage, em Culver City, Califórnia. A trilha sonora para o filme foi lançado em 18 de dezembro de 2012 por La-La Land Records.

#### Lista de faixas
| N.º | Título                 | Artista(s)  | Duração |  |
| 1.  | "Main Title"           | Joe Kraemer | 3:50    |  |
| 2.  | "Who Is Jack Reacher?" | Joe Kraemer | 3:12    |  |
| 3.  | "The Investigation"    | Joe Kraemer | 3:20    |  |
| 4.  | "Barr and Helen"       | Joe Kraemer | 4:38    |  |
| 5.  | "Farrier and the Zec"  | Joe Kraemer | 4:37    |  |
| 6.  | "The Riverwalk"        | Joe Kraemer | 4:04    |  |
| 7.  | "Helen’s Story"        | Joe Kraemer | 3:12    |  |
| 8.  | "Evidence"             | Joe Kraemer | 8:31    |  |
| 9.  | "Helen in Jeopardy"    | Joe Kraemer | 4:58    |  |
| 10. | "The Quarry Sequence"  | Joe Kraemer | 3:57    |  |
| 11. | "Showdown"             | Joe Kraemer | 4:36    |  |
| 12. | "Finale & End Credits" | Joe Kraemer | 7:30    |  |

| Faixa bônus do CD |                        |             |         |  |
| N.º               | Título                 | Artista(s)  | Duração |  |
| 13.               | "Prisoner Human Being" | Joe Kraemer | 4:37    |  |

| Faixa bônus do iTunes |                           |             |         |  |
| N.º                   | Título                    | Artist(s)   | Duração |  |
| 13.                   | "Suite from Jack Reacher" | Joe Kraemer | 6:48    |  |

## Distribuição

### Marketing
O trailer de Jack Reacher foi lançado oficialmente no dia do aniversário de Cruise, 3 de julho de 2012.

### Versão para o cinema
Jack Reacher, então intitulado One Shot, foi originalmente programado para ser lançado em fevereiro de 2013. Em março de 2012, a data de lançamento foi antecipada pela Paramount Pictures a 21 de dezembro de 2012, na esperança de capitalizar sobre o sucesso de bilheteria de Cruise Mission: Impossible – Ghost Protocol, que foi lançado em um momento semelhante em 2011. Nova data de lançamento do filme deslocado o lançamento de World War Z de volta para seis meses.
O filme foi lançado no mercado norte-americano em 21 de dezembro de 2012, com uma estreia inicialmente prevista para SouthSide Works megaplex de Pittsburgh em 15 de dezembro de 2012, que era para ser a presença de estrelas do filme, e o Sr. Child.
Em 15 de dezembro de 2012, a Paramount Pictures anunciou que estava adiando indefinidamente triagem estréia do filme em Pittsburgh, Pensilvânia, por respeito para as famílias das vítimas do Tiroteio na escola primária de Sandy Hook que havia ocorrido no dia anterior. A cena de abertura mostra um franco-atirador a disparar contra pessoas, incluindo uma mulher segurando uma criança pequena, e um ponto de mira a cruz diretamente para ela. O roteirista e diretor McQuarrie endossou a decisão, dizendo que ele e Cruise "Insistiu ele. Ninguém devem estar comemorando alguma coisa de 24 horas após um acontecimento trágico como esse. Nós pensamos muito sobre isso. Este não era um julgamento apressado, porque queríamos dar a volta por toda a cidade de Pittsburgh [por ser a estréia lá], porque eles eram tão grande para nós".
O filme teve a sua estreia no Reino Unido em 10 de dezembro de 2012 no Odeon Leicester Square, em Londres. Foi lançado em 26 de dezembro de 2012 no Reino Unido.

### Home media
Jack Reacher foi lançado em formatos de Blu-ray e DVD no Reino Unido em 22 de abril e em territórios da América do Norte em 7 de maio de 2013 pelo Paramount Home Media Distribution. A versão Blu-ray contém duas faixas de comentários e três por trás das características das cenas.

## Sequência
Enquanto Jack Reacher estava destinado a ser uma série de filmes, foi inicialmente relatado que uma sequência seria improvável devido a sua temporada sem brilho nas bilheterias da América do Norte. No entanto, em fevereiro de 2013, a possibilidade de uma sequência tornou-se mais provável após o filme superar um faturamento bruto de 200 milhões de dólares no mundo inteiro. Em 9 de dezembro de 2013, foi anunciado que a Paramount Pictures e Skydance Productions estão a avançar com o desenvolvimento de uma sequência supostamente baseada no romance de 2013 de Jack Reacher, Never Go Back.